# Coronavirus de chauve-souris WIV16 lié au SRAS
forme
Le virus WIV16 est une souche de coronavirus associé au SRAS (espèce SARSr-CoV).
Son génome, publié en 2016, a une similitude de 96 % avec la séquence entière du génome du SRAS-CoV-1 responsable l'épidémie de SRAS.
Comme le SARS-CoV et le SARS-CoV-2, il utilise l'ACE2 comme récepteur pour infecter les cellules.

## Découverte
Le virus WIV16 a été découvert et isolé avec succès en 2013 dans les échantillons fécaux de la chauve-souris  Rhinolophus sinicus à Kunming dans le Yunnan.

## Virologie
La longueur du génome est de 30290 bases et sa similarité de séquence avec le SRAS-CoV-1 est de 96 % (contre 95,6 % pour le virus WIV1 et 95,4 % pour le virus SHC014), ce qui en fait le virus connu le plus proche du SRAS-CoV-1. En particulier, sa protéine spiculaire présente une similitude de séquence d'acides aminés de 97 % avec le SRAS-CoV-1, ce qui est supérieur aux autres SRASr-CoV de chauve-souris connus. Comme le WIV1, la similitude au niveau du domaine de liaison au récepteur (RBD) est de 95 %.
En revanche, sa similarité est plus faible, au niveau de la séquence ORF8 (environ 40 %). Le virus WIV16 et le virus WIV ont tous deux un autre cadre de lecture ouvert entre ORF6 et ORF7. ORFX code une protéine auxiliaire, qui est unique à ces deux souches virales et peut inhiber l'interféron β dans les cellules hôtes et stimuler l'expression de NF-κB (réponse immunitaire).
Parmi les virus de chauve-souris liés au SRAS, seuls les virus WIV16 et WIV1 ont été isolés avec succès à partir d'échantillons et cultivés dans des cellules in vitro,.

## Position phylogénétique
|  | Rf1 (zh), 87.8 % / SARS-CoV-1, Rhinolophus ferrumequinum, Yichang, Hubei   |
|  |                                                                            |
|  | HKU3 (zh), 87.9 % / SARS-CoV-1, Rhinolophus sinicus, Hong Kong & Guangdong |
|  |                                                                            |

|  | YNLF_31C, 93.5 % / SARS-CoV-1, Rhinolophus ferrumequinum, Lufeng, Yunnan |
|  |                                                                          |
|  | YNLF_34C, 93.5 % / SARS-CoV-1, Rhinolophus ferrumequinum, Lufeng, Yunnan |
|  |                                                                          |

|  | \| \| SHC014-CoV, 95.4 % / SARS-CoV-1, Rhinolophus sinicus, Kunming, Yunnan[9] \| \| \| \| \| \| WIV1, 95.6 % / SARS-CoV-1, Rhinolophus sinicus, Kunming, Yunnan[9] \| \| \| \| |
|  | |
|  | WIV16, 96.0 % / SARS-CoV-1, Rhinolophus sinicus Kunming, Yunnan |
|  | |
|  | SHC014-CoV, 95.4 % / SARS-CoV-1, Rhinolophus sinicus, Kunming, Yunnan |
|  | |
|  | WIV1, 95.6 % / SARS-CoV-1, Rhinolophus sinicus, Kunming, Yunnan |
|  | |

|  | SHC014-CoV, 95.4 % / SARS-CoV-1, Rhinolophus sinicus, Kunming, Yunnan |
|  |                                                                       |
|  | WIV1, 95.6 % / SARS-CoV-1, Rhinolophus sinicus, Kunming, Yunnan       |
|  |                                                                       |

|  | Civet SARS-CoV (en), 99.8 % / SARS-CoV-1, Paguma larvata, Canton, Chine |
|  |                                                                         |
|  | SARS-CoV-1 (100 %)                                                      |
|  |                                                                         |

|  | \| \| SHC014-CoV, 95.4 % / SARS-CoV-1, Rhinolophus sinicus, Kunming, Yunnan[9] \| \| \| \| \| \| WIV1, 95.6 % / SARS-CoV-1, Rhinolophus sinicus, Kunming, Yunnan[9] \| \| \| \| |
|  | |
|  | WIV16, 96.0 % / SARS-CoV-1, Rhinolophus sinicus Kunming, Yunnan |
|  | |
|  | SHC014-CoV, 95.4 % / SARS-CoV-1, Rhinolophus sinicus, Kunming, Yunnan |
|  | |
|  | WIV1, 95.6 % / SARS-CoV-1, Rhinolophus sinicus, Kunming, Yunnan |
|  | |

|  | SHC014-CoV, 95.4 % / SARS-CoV-1, Rhinolophus sinicus, Kunming, Yunnan |
|  |                                                                       |
|  | WIV1, 95.6 % / SARS-CoV-1, Rhinolophus sinicus, Kunming, Yunnan       |
|  |                                                                       |

|  | Civet SARS-CoV (en), 99.8 % / SARS-CoV-1, Paguma larvata, Canton, Chine |
|  |                                                                         |
|  | SARS-CoV-1 (100 %)                                                      |
|  |                                                                         |

|  | YNLF_31C, 93.5 % / SARS-CoV-1, Rhinolophus ferrumequinum, Lufeng, Yunnan |
|  |                                                                          |
|  | YNLF_34C, 93.5 % / SARS-CoV-1, Rhinolophus ferrumequinum, Lufeng, Yunnan |
|  |                                                                          |

|  | \| \| SHC014-CoV, 95.4 % / SARS-CoV-1, Rhinolophus sinicus, Kunming, Yunnan[9] \| \| \| \| \| \| WIV1, 95.6 % / SARS-CoV-1, Rhinolophus sinicus, Kunming, Yunnan[9] \| \| \| \| |
|  | |
|  | WIV16, 96.0 % / SARS-CoV-1, Rhinolophus sinicus Kunming, Yunnan |
|  | |
|  | SHC014-CoV, 95.4 % / SARS-CoV-1, Rhinolophus sinicus, Kunming, Yunnan |
|  | |
|  | WIV1, 95.6 % / SARS-CoV-1, Rhinolophus sinicus, Kunming, Yunnan |
|  | |

|  | SHC014-CoV, 95.4 % / SARS-CoV-1, Rhinolophus sinicus, Kunming, Yunnan |
|  |                                                                       |
|  | WIV1, 95.6 % / SARS-CoV-1, Rhinolophus sinicus, Kunming, Yunnan       |
|  |                                                                       |

|  | Civet SARS-CoV (en), 99.8 % / SARS-CoV-1, Paguma larvata, Canton, Chine |
|  |                                                                         |
|  | SARS-CoV-1 (100 %)                                                      |
|  |                                                                         |

|  | \| \| SHC014-CoV, 95.4 % / SARS-CoV-1, Rhinolophus sinicus, Kunming, Yunnan[9] \| \| \| \| \| \| WIV1, 95.6 % / SARS-CoV-1, Rhinolophus sinicus, Kunming, Yunnan[9] \| \| \| \| |
|  | |
|  | WIV16, 96.0 % / SARS-CoV-1, Rhinolophus sinicus Kunming, Yunnan |
|  | |
|  | SHC014-CoV, 95.4 % / SARS-CoV-1, Rhinolophus sinicus, Kunming, Yunnan |
|  | |
|  | WIV1, 95.6 % / SARS-CoV-1, Rhinolophus sinicus, Kunming, Yunnan |
|  | |

|  | SHC014-CoV, 95.4 % / SARS-CoV-1, Rhinolophus sinicus, Kunming, Yunnan |
|  |                                                                       |
|  | WIV1, 95.6 % / SARS-CoV-1, Rhinolophus sinicus, Kunming, Yunnan       |
|  |                                                                       |

|  | Civet SARS-CoV (en), 99.8 % / SARS-CoV-1, Paguma larvata, Canton, Chine |
|  |                                                                         |
|  | SARS-CoV-1 (100 %)                                                      |
|  |                                                                         |

|  | YNLF_31C, 93.5 % / SARS-CoV-1, Rhinolophus ferrumequinum, Lufeng, Yunnan |
|  |                                                                          |
|  | YNLF_34C, 93.5 % / SARS-CoV-1, Rhinolophus ferrumequinum, Lufeng, Yunnan |
|  |                                                                          |

|  | \| \| SHC014-CoV, 95.4 % / SARS-CoV-1, Rhinolophus sinicus, Kunming, Yunnan[9] \| \| \| \| \| \| WIV1, 95.6 % / SARS-CoV-1, Rhinolophus sinicus, Kunming, Yunnan[9] \| \| \| \| |
|  | |
|  | WIV16, 96.0 % / SARS-CoV-1, Rhinolophus sinicus Kunming, Yunnan |
|  | |
|  | SHC014-CoV, 95.4 % / SARS-CoV-1, Rhinolophus sinicus, Kunming, Yunnan |
|  | |
|  | WIV1, 95.6 % / SARS-CoV-1, Rhinolophus sinicus, Kunming, Yunnan |
|  | |

|  | SHC014-CoV, 95.4 % / SARS-CoV-1, Rhinolophus sinicus, Kunming, Yunnan |
|  |                                                                       |
|  | WIV1, 95.6 % / SARS-CoV-1, Rhinolophus sinicus, Kunming, Yunnan       |
|  |                                                                       |

|  | Civet SARS-CoV (en), 99.8 % / SARS-CoV-1, Paguma larvata, Canton, Chine |
|  |                                                                         |
|  | SARS-CoV-1 (100 %)                                                      |
|  |                                                                         |

|  | \| \| SHC014-CoV, 95.4 % / SARS-CoV-1, Rhinolophus sinicus, Kunming, Yunnan[9] \| \| \| \| \| \| WIV1, 95.6 % / SARS-CoV-1, Rhinolophus sinicus, Kunming, Yunnan[9] \| \| \| \| |
|  | |
|  | WIV16, 96.0 % / SARS-CoV-1, Rhinolophus sinicus Kunming, Yunnan |
|  | |
|  | SHC014-CoV, 95.4 % / SARS-CoV-1, Rhinolophus sinicus, Kunming, Yunnan |
|  | |
|  | WIV1, 95.6 % / SARS-CoV-1, Rhinolophus sinicus, Kunming, Yunnan |
|  | |

|  | SHC014-CoV, 95.4 % / SARS-CoV-1, Rhinolophus sinicus, Kunming, Yunnan |
|  |                                                                       |
|  | WIV1, 95.6 % / SARS-CoV-1, Rhinolophus sinicus, Kunming, Yunnan       |
|  |                                                                       |

|  | Civet SARS-CoV (en), 99.8 % / SARS-CoV-1, Paguma larvata, Canton, Chine |
|  |                                                                         |
|  | SARS-CoV-1 (100 %)                                                      |
|  |                                                                         |

|  | YNLF_31C, 93.5 % / SARS-CoV-1, Rhinolophus ferrumequinum, Lufeng, Yunnan |
|  |                                                                          |
|  | YNLF_34C, 93.5 % / SARS-CoV-1, Rhinolophus ferrumequinum, Lufeng, Yunnan |
|  |                                                                          |

|  | \| \| SHC014-CoV, 95.4 % / SARS-CoV-1, Rhinolophus sinicus, Kunming, Yunnan[9] \| \| \| \| \| \| WIV1, 95.6 % / SARS-CoV-1, Rhinolophus sinicus, Kunming, Yunnan[9] \| \| \| \| |
|  | |
|  | WIV16, 96.0 % / SARS-CoV-1, Rhinolophus sinicus Kunming, Yunnan |
|  | |
|  | SHC014-CoV, 95.4 % / SARS-CoV-1, Rhinolophus sinicus, Kunming, Yunnan |
|  | |
|  | WIV1, 95.6 % / SARS-CoV-1, Rhinolophus sinicus, Kunming, Yunnan |
|  | |

|  | SHC014-CoV, 95.4 % / SARS-CoV-1, Rhinolophus sinicus, Kunming, Yunnan |
|  |                                                                       |
|  | WIV1, 95.6 % / SARS-CoV-1, Rhinolophus sinicus, Kunming, Yunnan       |
|  |                                                                       |

|  | Civet SARS-CoV (en), 99.8 % / SARS-CoV-1, Paguma larvata, Canton, Chine |
|  |                                                                         |
|  | SARS-CoV-1 (100 %)                                                      |
|  |                                                                         |

|  | \| \| SHC014-CoV, 95.4 % / SARS-CoV-1, Rhinolophus sinicus, Kunming, Yunnan[9] \| \| \| \| \| \| WIV1, 95.6 % / SARS-CoV-1, Rhinolophus sinicus, Kunming, Yunnan[9] \| \| \| \| |
|  | |
|  | WIV16, 96.0 % / SARS-CoV-1, Rhinolophus sinicus Kunming, Yunnan |
|  | |
|  | SHC014-CoV, 95.4 % / SARS-CoV-1, Rhinolophus sinicus, Kunming, Yunnan |
|  | |
|  | WIV1, 95.6 % / SARS-CoV-1, Rhinolophus sinicus, Kunming, Yunnan |
|  | |

|  | SHC014-CoV, 95.4 % / SARS-CoV-1, Rhinolophus sinicus, Kunming, Yunnan |
|  |                                                                       |
|  | WIV1, 95.6 % / SARS-CoV-1, Rhinolophus sinicus, Kunming, Yunnan       |
|  |                                                                       |

|  | Civet SARS-CoV (en), 99.8 % / SARS-CoV-1, Paguma larvata, Canton, Chine |
|  |                                                                         |
|  | SARS-CoV-1 (100 %)                                                      |
|  |                                                                         |

|  | Rf1 (zh), 87.8 % / SARS-CoV-1, Rhinolophus ferrumequinum, Yichang, Hubei   |
|  |                                                                            |
|  | HKU3 (zh), 87.9 % / SARS-CoV-1, Rhinolophus sinicus, Hong Kong & Guangdong |
|  |                                                                            |

|  | YNLF_31C, 93.5 % / SARS-CoV-1, Rhinolophus ferrumequinum, Lufeng, Yunnan |
|  |                                                                          |
|  | YNLF_34C, 93.5 % / SARS-CoV-1, Rhinolophus ferrumequinum, Lufeng, Yunnan |
|  |                                                                          |

|  | \| \| SHC014-CoV, 95.4 % / SARS-CoV-1, Rhinolophus sinicus, Kunming, Yunnan[9] \| \| \| \| \| \| WIV1, 95.6 % / SARS-CoV-1, Rhinolophus sinicus, Kunming, Yunnan[9] \| \| \| \| |
|  | |
|  | WIV16, 96.0 % / SARS-CoV-1, Rhinolophus sinicus Kunming, Yunnan |
|  | |
|  | SHC014-CoV, 95.4 % / SARS-CoV-1, Rhinolophus sinicus, Kunming, Yunnan |
|  | |
|  | WIV1, 95.6 % / SARS-CoV-1, Rhinolophus sinicus, Kunming, Yunnan |
|  | |

|  | SHC014-CoV, 95.4 % / SARS-CoV-1, Rhinolophus sinicus, Kunming, Yunnan |
|  |                                                                       |
|  | WIV1, 95.6 % / SARS-CoV-1, Rhinolophus sinicus, Kunming, Yunnan       |
|  |                                                                       |

|  | Civet SARS-CoV (en), 99.8 % / SARS-CoV-1, Paguma larvata, Canton, Chine |
|  |                                                                         |
|  | SARS-CoV-1 (100 %)                                                      |
|  |                                                                         |

|  | \| \| SHC014-CoV, 95.4 % / SARS-CoV-1, Rhinolophus sinicus, Kunming, Yunnan[9] \| \| \| \| \| \| WIV1, 95.6 % / SARS-CoV-1, Rhinolophus sinicus, Kunming, Yunnan[9] \| \| \| \| |
|  | |
|  | WIV16, 96.0 % / SARS-CoV-1, Rhinolophus sinicus Kunming, Yunnan |
|  | |
|  | SHC014-CoV, 95.4 % / SARS-CoV-1, Rhinolophus sinicus, Kunming, Yunnan |
|  | |
|  | WIV1, 95.6 % / SARS-CoV-1, Rhinolophus sinicus, Kunming, Yunnan |
|  | |

|  | SHC014-CoV, 95.4 % / SARS-CoV-1, Rhinolophus sinicus, Kunming, Yunnan |
|  |                                                                       |
|  | WIV1, 95.6 % / SARS-CoV-1, Rhinolophus sinicus, Kunming, Yunnan       |
|  |                                                                       |

|  | Civet SARS-CoV (en), 99.8 % / SARS-CoV-1, Paguma larvata, Canton, Chine |
|  |                                                                         |
|  | SARS-CoV-1 (100 %)                                                      |
|  |                                                                         |

|  | YNLF_31C, 93.5 % / SARS-CoV-1, Rhinolophus ferrumequinum, Lufeng, Yunnan |
|  |                                                                          |
|  | YNLF_34C, 93.5 % / SARS-CoV-1, Rhinolophus ferrumequinum, Lufeng, Yunnan |
|  |                                                                          |

|  | \| \| SHC014-CoV, 95.4 % / SARS-CoV-1, Rhinolophus sinicus, Kunming, Yunnan[9] \| \| \| \| \| \| WIV1, 95.6 % / SARS-CoV-1, Rhinolophus sinicus, Kunming, Yunnan[9] \| \| \| \| |
|  | |
|  | WIV16, 96.0 % / SARS-CoV-1, Rhinolophus sinicus Kunming, Yunnan |
|  | |
|  | SHC014-CoV, 95.4 % / SARS-CoV-1, Rhinolophus sinicus, Kunming, Yunnan |
|  | |
|  | WIV1, 95.6 % / SARS-CoV-1, Rhinolophus sinicus, Kunming, Yunnan |
|  | |

|  | SHC014-CoV, 95.4 % / SARS-CoV-1, Rhinolophus sinicus, Kunming, Yunnan |
|  |                                                                       |
|  | WIV1, 95.6 % / SARS-CoV-1, Rhinolophus sinicus, Kunming, Yunnan       |
|  |                                                                       |

|  | Civet SARS-CoV (en), 99.8 % / SARS-CoV-1, Paguma larvata, Canton, Chine |
|  |                                                                         |
|  | SARS-CoV-1 (100 %)                                                      |
|  |                                                                         |

|  | \| \| SHC014-CoV, 95.4 % / SARS-CoV-1, Rhinolophus sinicus, Kunming, Yunnan[9] \| \| \| \| \| \| WIV1, 95.6 % / SARS-CoV-1, Rhinolophus sinicus, Kunming, Yunnan[9] \| \| \| \| |
|  | |
|  | WIV16, 96.0 % / SARS-CoV-1, Rhinolophus sinicus Kunming, Yunnan |
|  | |
|  | SHC014-CoV, 95.4 % / SARS-CoV-1, Rhinolophus sinicus, Kunming, Yunnan |
|  | |
|  | WIV1, 95.6 % / SARS-CoV-1, Rhinolophus sinicus, Kunming, Yunnan |
|  | |

|  | SHC014-CoV, 95.4 % / SARS-CoV-1, Rhinolophus sinicus, Kunming, Yunnan |
|  |                                                                       |
|  | WIV1, 95.6 % / SARS-CoV-1, Rhinolophus sinicus, Kunming, Yunnan       |
|  |                                                                       |

|  | Civet SARS-CoV (en), 99.8 % / SARS-CoV-1, Paguma larvata, Canton, Chine |
|  |                                                                         |
|  | SARS-CoV-1 (100 %)                                                      |
|  |                                                                         |

|  | YNLF_31C, 93.5 % / SARS-CoV-1, Rhinolophus ferrumequinum, Lufeng, Yunnan |
|  |                                                                          |
|  | YNLF_34C, 93.5 % / SARS-CoV-1, Rhinolophus ferrumequinum, Lufeng, Yunnan |
|  |                                                                          |

|  | \| \| SHC014-CoV, 95.4 % / SARS-CoV-1, Rhinolophus sinicus, Kunming, Yunnan[9] \| \| \| \| \| \| WIV1, 95.6 % / SARS-CoV-1, Rhinolophus sinicus, Kunming, Yunnan[9] \| \| \| \| |
|  | |
|  | WIV16, 96.0 % / SARS-CoV-1, Rhinolophus sinicus Kunming, Yunnan |
|  | |
|  | SHC014-CoV, 95.4 % / SARS-CoV-1, Rhinolophus sinicus, Kunming, Yunnan |
|  | |
|  | WIV1, 95.6 % / SARS-CoV-1, Rhinolophus sinicus, Kunming, Yunnan |
|  | |

|  | SHC014-CoV, 95.4 % / SARS-CoV-1, Rhinolophus sinicus, Kunming, Yunnan |
|  |                                                                       |
|  | WIV1, 95.6 % / SARS-CoV-1, Rhinolophus sinicus, Kunming, Yunnan       |
|  |                                                                       |

|  | Civet SARS-CoV (en), 99.8 % / SARS-CoV-1, Paguma larvata, Canton, Chine |
|  |                                                                         |
|  | SARS-CoV-1 (100 %)                                                      |
|  |                                                                         |

|  | \| \| SHC014-CoV, 95.4 % / SARS-CoV-1, Rhinolophus sinicus, Kunming, Yunnan[9] \| \| \| \| \| \| WIV1, 95.6 % / SARS-CoV-1, Rhinolophus sinicus, Kunming, Yunnan[9] \| \| \| \| |
|  | |
|  | WIV16, 96.0 % / SARS-CoV-1, Rhinolophus sinicus Kunming, Yunnan |
|  | |
|  | SHC014-CoV, 95.4 % / SARS-CoV-1, Rhinolophus sinicus, Kunming, Yunnan |
|  | |
|  | WIV1, 95.6 % / SARS-CoV-1, Rhinolophus sinicus, Kunming, Yunnan |
|  | |

|  | SHC014-CoV, 95.4 % / SARS-CoV-1, Rhinolophus sinicus, Kunming, Yunnan |
|  |                                                                       |
|  | WIV1, 95.6 % / SARS-CoV-1, Rhinolophus sinicus, Kunming, Yunnan       |
|  |                                                                       |

|  | Civet SARS-CoV (en), 99.8 % / SARS-CoV-1, Paguma larvata, Canton, Chine |
|  |                                                                         |
|  | SARS-CoV-1 (100 %)                                                      |
|  |                                                                         |

|  | YNLF_31C, 93.5 % / SARS-CoV-1, Rhinolophus ferrumequinum, Lufeng, Yunnan |
|  |                                                                          |
|  | YNLF_34C, 93.5 % / SARS-CoV-1, Rhinolophus ferrumequinum, Lufeng, Yunnan |
|  |                                                                          |

|  | \| \| SHC014-CoV, 95.4 % / SARS-CoV-1, Rhinolophus sinicus, Kunming, Yunnan[9] \| \| \| \| \| \| WIV1, 95.6 % / SARS-CoV-1, Rhinolophus sinicus, Kunming, Yunnan[9] \| \| \| \| |
|  | |
|  | WIV16, 96.0 % / SARS-CoV-1, Rhinolophus sinicus Kunming, Yunnan |
|  | |
|  | SHC014-CoV, 95.4 % / SARS-CoV-1, Rhinolophus sinicus, Kunming, Yunnan |
|  | |
|  | WIV1, 95.6 % / SARS-CoV-1, Rhinolophus sinicus, Kunming, Yunnan |
|  | |

|  | SHC014-CoV, 95.4 % / SARS-CoV-1, Rhinolophus sinicus, Kunming, Yunnan |
|  |                                                                       |
|  | WIV1, 95.6 % / SARS-CoV-1, Rhinolophus sinicus, Kunming, Yunnan       |
|  |                                                                       |

|  | Civet SARS-CoV (en), 99.8 % / SARS-CoV-1, Paguma larvata, Canton, Chine |
|  |                                                                         |
|  | SARS-CoV-1 (100 %)                                                      |
|  |                                                                         |

|  | \| \| SHC014-CoV, 95.4 % / SARS-CoV-1, Rhinolophus sinicus, Kunming, Yunnan[9] \| \| \| \| \| \| WIV1, 95.6 % / SARS-CoV-1, Rhinolophus sinicus, Kunming, Yunnan[9] \| \| \| \| |
|  | |
|  | WIV16, 96.0 % / SARS-CoV-1, Rhinolophus sinicus Kunming, Yunnan |
|  | |
|  | SHC014-CoV, 95.4 % / SARS-CoV-1, Rhinolophus sinicus, Kunming, Yunnan |
|  | |
|  | WIV1, 95.6 % / SARS-CoV-1, Rhinolophus sinicus, Kunming, Yunnan |
|  | |

|  | SHC014-CoV, 95.4 % / SARS-CoV-1, Rhinolophus sinicus, Kunming, Yunnan |
|  |                                                                       |
|  | WIV1, 95.6 % / SARS-CoV-1, Rhinolophus sinicus, Kunming, Yunnan       |
|  |                                                                       |

|  | Civet SARS-CoV (en), 99.8 % / SARS-CoV-1, Paguma larvata, Canton, Chine |
|  |                                                                         |
|  | SARS-CoV-1 (100 %)                                                      |
|  |                                                                         |

|  | Rf1 (zh), 87.8 % / SARS-CoV-1, Rhinolophus ferrumequinum, Yichang, Hubei   |
|  |                                                                            |
|  | HKU3 (zh), 87.9 % / SARS-CoV-1, Rhinolophus sinicus, Hong Kong & Guangdong |
|  |                                                                            |

|  | YNLF_31C, 93.5 % / SARS-CoV-1, Rhinolophus ferrumequinum, Lufeng, Yunnan |
|  |                                                                          |
|  | YNLF_34C, 93.5 % / SARS-CoV-1, Rhinolophus ferrumequinum, Lufeng, Yunnan |
|  |                                                                          |

|  | \| \| SHC014-CoV, 95.4 % / SARS-CoV-1, Rhinolophus sinicus, Kunming, Yunnan[9] \| \| \| \| \| \| WIV1, 95.6 % / SARS-CoV-1, Rhinolophus sinicus, Kunming, Yunnan[9] \| \| \| \| |
|  | |
|  | WIV16, 96.0 % / SARS-CoV-1, Rhinolophus sinicus Kunming, Yunnan |
|  | |
|  | SHC014-CoV, 95.4 % / SARS-CoV-1, Rhinolophus sinicus, Kunming, Yunnan |
|  | |
|  | WIV1, 95.6 % / SARS-CoV-1, Rhinolophus sinicus, Kunming, Yunnan |
|  | |

|  | SHC014-CoV, 95.4 % / SARS-CoV-1, Rhinolophus sinicus, Kunming, Yunnan |
|  |                                                                       |
|  | WIV1, 95.6 % / SARS-CoV-1, Rhinolophus sinicus, Kunming, Yunnan       |
|  |                                                                       |

|  | Civet SARS-CoV (en), 99.8 % / SARS-CoV-1, Paguma larvata, Canton, Chine |
|  |                                                                         |
|  | SARS-CoV-1 (100 %)                                                      |
|  |                                                                         |

|  | \| \| SHC014-CoV, 95.4 % / SARS-CoV-1, Rhinolophus sinicus, Kunming, Yunnan[9] \| \| \| \| \| \| WIV1, 95.6 % / SARS-CoV-1, Rhinolophus sinicus, Kunming, Yunnan[9] \| \| \| \| |
|  | |
|  | WIV16, 96.0 % / SARS-CoV-1, Rhinolophus sinicus Kunming, Yunnan |
|  | |
|  | SHC014-CoV, 95.4 % / SARS-CoV-1, Rhinolophus sinicus, Kunming, Yunnan |
|  | |
|  | WIV1, 95.6 % / SARS-CoV-1, Rhinolophus sinicus, Kunming, Yunnan |
|  | |

|  | SHC014-CoV, 95.4 % / SARS-CoV-1, Rhinolophus sinicus, Kunming, Yunnan |
|  |                                                                       |
|  | WIV1, 95.6 % / SARS-CoV-1, Rhinolophus sinicus, Kunming, Yunnan       |
|  |                                                                       |

|  | Civet SARS-CoV (en), 99.8 % / SARS-CoV-1, Paguma larvata, Canton, Chine |
|  |                                                                         |
|  | SARS-CoV-1 (100 %)                                                      |
|  |                                                                         |

|  | YNLF_31C, 93.5 % / SARS-CoV-1, Rhinolophus ferrumequinum, Lufeng, Yunnan |
|  |                                                                          |
|  | YNLF_34C, 93.5 % / SARS-CoV-1, Rhinolophus ferrumequinum, Lufeng, Yunnan |
|  |                                                                          |

|  | \| \| SHC014-CoV, 95.4 % / SARS-CoV-1, Rhinolophus sinicus, Kunming, Yunnan[9] \| \| \| \| \| \| WIV1, 95.6 % / SARS-CoV-1, Rhinolophus sinicus, Kunming, Yunnan[9] \| \| \| \| |
|  | |
|  | WIV16, 96.0 % / SARS-CoV-1, Rhinolophus sinicus Kunming, Yunnan |
|  | |
|  | SHC014-CoV, 95.4 % / SARS-CoV-1, Rhinolophus sinicus, Kunming, Yunnan |
|  | |
|  | WIV1, 95.6 % / SARS-CoV-1, Rhinolophus sinicus, Kunming, Yunnan |
|  | |

|  | SHC014-CoV, 95.4 % / SARS-CoV-1, Rhinolophus sinicus, Kunming, Yunnan |
|  |                                                                       |
|  | WIV1, 95.6 % / SARS-CoV-1, Rhinolophus sinicus, Kunming, Yunnan       |
|  |                                                                       |

|  | Civet SARS-CoV (en), 99.8 % / SARS-CoV-1, Paguma larvata, Canton, Chine |
|  |                                                                         |
|  | SARS-CoV-1 (100 %)                                                      |
|  |                                                                         |

|  | \| \| SHC014-CoV, 95.4 % / SARS-CoV-1, Rhinolophus sinicus, Kunming, Yunnan[9] \| \| \| \| \| \| WIV1, 95.6 % / SARS-CoV-1, Rhinolophus sinicus, Kunming, Yunnan[9] \| \| \| \| |
|  | |
|  | WIV16, 96.0 % / SARS-CoV-1, Rhinolophus sinicus Kunming, Yunnan |
|  | |
|  | SHC014-CoV, 95.4 % / SARS-CoV-1, Rhinolophus sinicus, Kunming, Yunnan |
|  | |
|  | WIV1, 95.6 % / SARS-CoV-1, Rhinolophus sinicus, Kunming, Yunnan |
|  | |

|  | SHC014-CoV, 95.4 % / SARS-CoV-1, Rhinolophus sinicus, Kunming, Yunnan |
|  |                                                                       |
|  | WIV1, 95.6 % / SARS-CoV-1, Rhinolophus sinicus, Kunming, Yunnan       |
|  |                                                                       |

|  | Civet SARS-CoV (en), 99.8 % / SARS-CoV-1, Paguma larvata, Canton, Chine |
|  |                                                                         |
|  | SARS-CoV-1 (100 %)                                                      |
|  |                                                                         |

|  | YNLF_31C, 93.5 % / SARS-CoV-1, Rhinolophus ferrumequinum, Lufeng, Yunnan |
|  |                                                                          |
|  | YNLF_34C, 93.5 % / SARS-CoV-1, Rhinolophus ferrumequinum, Lufeng, Yunnan |
|  |                                                                          |

|  | \| \| SHC014-CoV, 95.4 % / SARS-CoV-1, Rhinolophus sinicus, Kunming, Yunnan[9] \| \| \| \| \| \| WIV1, 95.6 % / SARS-CoV-1, Rhinolophus sinicus, Kunming, Yunnan[9] \| \| \| \| |
|  | |
|  | WIV16, 96.0 % / SARS-CoV-1, Rhinolophus sinicus Kunming, Yunnan |
|  | |
|  | SHC014-CoV, 95.4 % / SARS-CoV-1, Rhinolophus sinicus, Kunming, Yunnan |
|  | |
|  | WIV1, 95.6 % / SARS-CoV-1, Rhinolophus sinicus, Kunming, Yunnan |
|  | |

|  | SHC014-CoV, 95.4 % / SARS-CoV-1, Rhinolophus sinicus, Kunming, Yunnan |
|  |                                                                       |
|  | WIV1, 95.6 % / SARS-CoV-1, Rhinolophus sinicus, Kunming, Yunnan       |
|  |                                                                       |

|  | Civet SARS-CoV (en), 99.8 % / SARS-CoV-1, Paguma larvata, Canton, Chine |
|  |                                                                         |
|  | SARS-CoV-1 (100 %)                                                      |
|  |                                                                         |

|  | \| \| SHC014-CoV, 95.4 % / SARS-CoV-1, Rhinolophus sinicus, Kunming, Yunnan[9] \| \| \| \| \| \| WIV1, 95.6 % / SARS-CoV-1, Rhinolophus sinicus, Kunming, Yunnan[9] \| \| \| \| |
|  | |
|  | WIV16, 96.0 % / SARS-CoV-1, Rhinolophus sinicus Kunming, Yunnan |
|  | |
|  | SHC014-CoV, 95.4 % / SARS-CoV-1, Rhinolophus sinicus, Kunming, Yunnan |
|  | |
|  | WIV1, 95.6 % / SARS-CoV-1, Rhinolophus sinicus, Kunming, Yunnan |
|  | |

|  | SHC014-CoV, 95.4 % / SARS-CoV-1, Rhinolophus sinicus, Kunming, Yunnan |
|  |                                                                       |
|  | WIV1, 95.6 % / SARS-CoV-1, Rhinolophus sinicus, Kunming, Yunnan       |
|  |                                                                       |

|  | Civet SARS-CoV (en), 99.8 % / SARS-CoV-1, Paguma larvata, Canton, Chine |
|  |                                                                         |
|  | SARS-CoV-1 (100 %)                                                      |
|  |                                                                         |

|  | YNLF_31C, 93.5 % / SARS-CoV-1, Rhinolophus ferrumequinum, Lufeng, Yunnan |
|  |                                                                          |
|  | YNLF_34C, 93.5 % / SARS-CoV-1, Rhinolophus ferrumequinum, Lufeng, Yunnan |
|  |                                                                          |

|  | \| \| SHC014-CoV, 95.4 % / SARS-CoV-1, Rhinolophus sinicus, Kunming, Yunnan[9] \| \| \| \| \| \| WIV1, 95.6 % / SARS-CoV-1, Rhinolophus sinicus, Kunming, Yunnan[9] \| \| \| \| |
|  | |
|  | WIV16, 96.0 % / SARS-CoV-1, Rhinolophus sinicus Kunming, Yunnan |
|  | |
|  | SHC014-CoV, 95.4 % / SARS-CoV-1, Rhinolophus sinicus, Kunming, Yunnan |
|  | |
|  | WIV1, 95.6 % / SARS-CoV-1, Rhinolophus sinicus, Kunming, Yunnan |
|  | |

|  | SHC014-CoV, 95.4 % / SARS-CoV-1, Rhinolophus sinicus, Kunming, Yunnan |
|  |                                                                       |
|  | WIV1, 95.6 % / SARS-CoV-1, Rhinolophus sinicus, Kunming, Yunnan       |
|  |                                                                       |

|  | Civet SARS-CoV (en), 99.8 % / SARS-CoV-1, Paguma larvata, Canton, Chine |
|  |                                                                         |
|  | SARS-CoV-1 (100 %)                                                      |
|  |                                                                         |

|  | \| \| SHC014-CoV, 95.4 % / SARS-CoV-1, Rhinolophus sinicus, Kunming, Yunnan[9] \| \| \| \| \| \| WIV1, 95.6 % / SARS-CoV-1, Rhinolophus sinicus, Kunming, Yunnan[9] \| \| \| \| |
|  | |
|  | WIV16, 96.0 % / SARS-CoV-1, Rhinolophus sinicus Kunming, Yunnan |
|  | |
|  | SHC014-CoV, 95.4 % / SARS-CoV-1, Rhinolophus sinicus, Kunming, Yunnan |
|  | |
|  | WIV1, 95.6 % / SARS-CoV-1, Rhinolophus sinicus, Kunming, Yunnan |
|  | |

|  | SHC014-CoV, 95.4 % / SARS-CoV-1, Rhinolophus sinicus, Kunming, Yunnan |
|  |                                                                       |
|  | WIV1, 95.6 % / SARS-CoV-1, Rhinolophus sinicus, Kunming, Yunnan       |
|  |                                                                       |

|  | Civet SARS-CoV (en), 99.8 % / SARS-CoV-1, Paguma larvata, Canton, Chine |
|  |                                                                         |
|  | SARS-CoV-1 (100 %)                                                      |
|  |                                                                         |

|  | Rf1 (zh), 87.8 % / SARS-CoV-1, Rhinolophus ferrumequinum, Yichang, Hubei   |
|  |                                                                            |
|  | HKU3 (zh), 87.9 % / SARS-CoV-1, Rhinolophus sinicus, Hong Kong & Guangdong |
|  |                                                                            |

|  | YNLF_31C, 93.5 % / SARS-CoV-1, Rhinolophus ferrumequinum, Lufeng, Yunnan |
|  |                                                                          |
|  | YNLF_34C, 93.5 % / SARS-CoV-1, Rhinolophus ferrumequinum, Lufeng, Yunnan |
|  |                                                                          |

|  | \| \| SHC014-CoV, 95.4 % / SARS-CoV-1, Rhinolophus sinicus, Kunming, Yunnan[9] \| \| \| \| \| \| WIV1, 95.6 % / SARS-CoV-1, Rhinolophus sinicus, Kunming, Yunnan[9] \| \| \| \| |
|  | |
|  | WIV16, 96.0 % / SARS-CoV-1, Rhinolophus sinicus Kunming, Yunnan |
|  | |
|  | SHC014-CoV, 95.4 % / SARS-CoV-1, Rhinolophus sinicus, Kunming, Yunnan |
|  | |
|  | WIV1, 95.6 % / SARS-CoV-1, Rhinolophus sinicus, Kunming, Yunnan |
|  | |

|  | SHC014-CoV, 95.4 % / SARS-CoV-1, Rhinolophus sinicus, Kunming, Yunnan |
|  |                                                                       |
|  | WIV1, 95.6 % / SARS-CoV-1, Rhinolophus sinicus, Kunming, Yunnan       |
|  |                                                                       |

|  | Civet SARS-CoV (en), 99.8 % / SARS-CoV-1, Paguma larvata, Canton, Chine |
|  |                                                                         |
|  | SARS-CoV-1 (100 %)                                                      |
|  |                                                                         |

|  | \| \| SHC014-CoV, 95.4 % / SARS-CoV-1, Rhinolophus sinicus, Kunming, Yunnan[9] \| \| \| \| \| \| WIV1, 95.6 % / SARS-CoV-1, Rhinolophus sinicus, Kunming, Yunnan[9] \| \| \| \| |
|  | |
|  | WIV16, 96.0 % / SARS-CoV-1, Rhinolophus sinicus Kunming, Yunnan |
|  | |
|  | SHC014-CoV, 95.4 % / SARS-CoV-1, Rhinolophus sinicus, Kunming, Yunnan |
|  | |
|  | WIV1, 95.6 % / SARS-CoV-1, Rhinolophus sinicus, Kunming, Yunnan |
|  | |

|  | SHC014-CoV, 95.4 % / SARS-CoV-1, Rhinolophus sinicus, Kunming, Yunnan |
|  |                                                                       |
|  | WIV1, 95.6 % / SARS-CoV-1, Rhinolophus sinicus, Kunming, Yunnan       |
|  |                                                                       |

|  | Civet SARS-CoV (en), 99.8 % / SARS-CoV-1, Paguma larvata, Canton, Chine |
|  |                                                                         |
|  | SARS-CoV-1 (100 %)                                                      |
|  |                                                                         |

|  | YNLF_31C, 93.5 % / SARS-CoV-1, Rhinolophus ferrumequinum, Lufeng, Yunnan |
|  |                                                                          |
|  | YNLF_34C, 93.5 % / SARS-CoV-1, Rhinolophus ferrumequinum, Lufeng, Yunnan |
|  |                                                                          |

|  | \| \| SHC014-CoV, 95.4 % / SARS-CoV-1, Rhinolophus sinicus, Kunming, Yunnan[9] \| \| \| \| \| \| WIV1, 95.6 % / SARS-CoV-1, Rhinolophus sinicus, Kunming, Yunnan[9] \| \| \| \| |
|  | |
|  | WIV16, 96.0 % / SARS-CoV-1, Rhinolophus sinicus Kunming, Yunnan |
|  | |
|  | SHC014-CoV, 95.4 % / SARS-CoV-1, Rhinolophus sinicus, Kunming, Yunnan |
|  | |
|  | WIV1, 95.6 % / SARS-CoV-1, Rhinolophus sinicus, Kunming, Yunnan |
|  | |

|  | SHC014-CoV, 95.4 % / SARS-CoV-1, Rhinolophus sinicus, Kunming, Yunnan |
|  |                                                                       |
|  | WIV1, 95.6 % / SARS-CoV-1, Rhinolophus sinicus, Kunming, Yunnan       |
|  |                                                                       |

|  | Civet SARS-CoV (en), 99.8 % / SARS-CoV-1, Paguma larvata, Canton, Chine |
|  |                                                                         |
|  | SARS-CoV-1 (100 %)                                                      |
|  |                                                                         |

|  | \| \| SHC014-CoV, 95.4 % / SARS-CoV-1, Rhinolophus sinicus, Kunming, Yunnan[9] \| \| \| \| \| \| WIV1, 95.6 % / SARS-CoV-1, Rhinolophus sinicus, Kunming, Yunnan[9] \| \| \| \| |
|  | |
|  | WIV16, 96.0 % / SARS-CoV-1, Rhinolophus sinicus Kunming, Yunnan |
|  | |
|  | SHC014-CoV, 95.4 % / SARS-CoV-1, Rhinolophus sinicus, Kunming, Yunnan |
|  | |
|  | WIV1, 95.6 % / SARS-CoV-1, Rhinolophus sinicus, Kunming, Yunnan |
|  | |

|  | SHC014-CoV, 95.4 % / SARS-CoV-1, Rhinolophus sinicus, Kunming, Yunnan |
|  |                                                                       |
|  | WIV1, 95.6 % / SARS-CoV-1, Rhinolophus sinicus, Kunming, Yunnan       |
|  |                                                                       |

|  | Civet SARS-CoV (en), 99.8 % / SARS-CoV-1, Paguma larvata, Canton, Chine |
|  |                                                                         |
|  | SARS-CoV-1 (100 %)                                                      |
|  |                                                                         |

|  | YNLF_31C, 93.5 % / SARS-CoV-1, Rhinolophus ferrumequinum, Lufeng, Yunnan |
|  |                                                                          |
|  | YNLF_34C, 93.5 % / SARS-CoV-1, Rhinolophus ferrumequinum, Lufeng, Yunnan |
|  |                                                                          |

|  | \| \| SHC014-CoV, 95.4 % / SARS-CoV-1, Rhinolophus sinicus, Kunming, Yunnan[9] \| \| \| \| \| \| WIV1, 95.6 % / SARS-CoV-1, Rhinolophus sinicus, Kunming, Yunnan[9] \| \| \| \| |
|  | |
|  | WIV16, 96.0 % / SARS-CoV-1, Rhinolophus sinicus Kunming, Yunnan |
|  | |
|  | SHC014-CoV, 95.4 % / SARS-CoV-1, Rhinolophus sinicus, Kunming, Yunnan |
|  | |
|  | WIV1, 95.6 % / SARS-CoV-1, Rhinolophus sinicus, Kunming, Yunnan |
|  | |

|  | SHC014-CoV, 95.4 % / SARS-CoV-1, Rhinolophus sinicus, Kunming, Yunnan |
|  |                                                                       |
|  | WIV1, 95.6 % / SARS-CoV-1, Rhinolophus sinicus, Kunming, Yunnan       |
|  |                                                                       |

|  | Civet SARS-CoV (en), 99.8 % / SARS-CoV-1, Paguma larvata, Canton, Chine |
|  |                                                                         |
|  | SARS-CoV-1 (100 %)                                                      |
|  |                                                                         |

|  | \| \| SHC014-CoV, 95.4 % / SARS-CoV-1, Rhinolophus sinicus, Kunming, Yunnan[9] \| \| \| \| \| \| WIV1, 95.6 % / SARS-CoV-1, Rhinolophus sinicus, Kunming, Yunnan[9] \| \| \| \| |
|  | |
|  | WIV16, 96.0 % / SARS-CoV-1, Rhinolophus sinicus Kunming, Yunnan |
|  | |
|  | SHC014-CoV, 95.4 % / SARS-CoV-1, Rhinolophus sinicus, Kunming, Yunnan |
|  | |
|  | WIV1, 95.6 % / SARS-CoV-1, Rhinolophus sinicus, Kunming, Yunnan |
|  | |

|  | SHC014-CoV, 95.4 % / SARS-CoV-1, Rhinolophus sinicus, Kunming, Yunnan |
|  |                                                                       |
|  | WIV1, 95.6 % / SARS-CoV-1, Rhinolophus sinicus, Kunming, Yunnan       |
|  |                                                                       |

|  | Civet SARS-CoV (en), 99.8 % / SARS-CoV-1, Paguma larvata, Canton, Chine |
|  |                                                                         |
|  | SARS-CoV-1 (100 %)                                                      |
|  |                                                                         |

|  | YNLF_31C, 93.5 % / SARS-CoV-1, Rhinolophus ferrumequinum, Lufeng, Yunnan |
|  |                                                                          |
|  | YNLF_34C, 93.5 % / SARS-CoV-1, Rhinolophus ferrumequinum, Lufeng, Yunnan |
|  |                                                                          |

|  | \| \| SHC014-CoV, 95.4 % / SARS-CoV-1, Rhinolophus sinicus, Kunming, Yunnan[9] \| \| \| \| \| \| WIV1, 95.6 % / SARS-CoV-1, Rhinolophus sinicus, Kunming, Yunnan[9] \| \| \| \| |
|  | |
|  | WIV16, 96.0 % / SARS-CoV-1, Rhinolophus sinicus Kunming, Yunnan |
|  | |
|  | SHC014-CoV, 95.4 % / SARS-CoV-1, Rhinolophus sinicus, Kunming, Yunnan |
|  | |
|  | WIV1, 95.6 % / SARS-CoV-1, Rhinolophus sinicus, Kunming, Yunnan |
|  | |

|  | SHC014-CoV, 95.4 % / SARS-CoV-1, Rhinolophus sinicus, Kunming, Yunnan |
|  |                                                                       |
|  | WIV1, 95.6 % / SARS-CoV-1, Rhinolophus sinicus, Kunming, Yunnan       |
|  |                                                                       |

|  | Civet SARS-CoV (en), 99.8 % / SARS-CoV-1, Paguma larvata, Canton, Chine |
|  |                                                                         |
|  | SARS-CoV-1 (100 %)                                                      |
|  |                                                                         |

|  | \| \| SHC014-CoV, 95.4 % / SARS-CoV-1, Rhinolophus sinicus, Kunming, Yunnan[9] \| \| \| \| \| \| WIV1, 95.6 % / SARS-CoV-1, Rhinolophus sinicus, Kunming, Yunnan[9] \| \| \| \| |
|  | |
|  | WIV16, 96.0 % / SARS-CoV-1, Rhinolophus sinicus Kunming, Yunnan |
|  | |
|  | SHC014-CoV, 95.4 % / SARS-CoV-1, Rhinolophus sinicus, Kunming, Yunnan |
|  | |
|  | WIV1, 95.6 % / SARS-CoV-1, Rhinolophus sinicus, Kunming, Yunnan |
|  | |

|  | SHC014-CoV, 95.4 % / SARS-CoV-1, Rhinolophus sinicus, Kunming, Yunnan |
|  |                                                                       |
|  | WIV1, 95.6 % / SARS-CoV-1, Rhinolophus sinicus, Kunming, Yunnan       |
|  |                                                                       |

|  | Civet SARS-CoV (en), 99.8 % / SARS-CoV-1, Paguma larvata, Canton, Chine |
|  |                                                                         |
|  | SARS-CoV-1 (100 %)                                                      |
|  |                                                                         |

- Animal hôte :
- chauve-souris
- viverridé
- humain